# Michael Broch
Michael Broch (* 1943 in Ulm) ist ein römisch-katholischer Geistlicher und Publizist. Er ist als Hörfunkpfarrer tätig und einer der Sprecher bei der Fernsehsendung Das Wort zum Sonntag.

## Ausbildung
Michael Broch studierte Katholische Theologie in Freiburg und Tübingen, wo er sein Staatsexamen bei Joseph Ratzinger ablegte. Am Institut zur Förderung publizistischen Nachwuchses (IFP) in München absolvierte er eine journalistische Ausbildung für Theologen.

## Leben und Wirken
Von 1975 bis 1997 war Broch Pfarrer in Mössingen. Seit 1977 verfasst er Hörfunksendungen und Beiträge im SWR und seinen Vorgängersendern SWF und SDR sowie im DLF und Deutschlandradio. Bis September 2013 war er Beauftragter der Diözese Rottenburg-Stuttgart beim SWR. Seit 2009 ist er Sprecher des Wort zum Sonntag in der ARD. Er ist Mitarbeiter verschiedener Zeitschriften und veröffentlicht eigene Publikationen.
Nach einem papstkritischen Zeitungsinterview gab Broch 2010 das Amt des Geistlichen Direktors der Katholischen Journalistenschule IFP in München nach wenigen Wochen wieder auf. Offenbar war er von Mitgliedern der Deutschen Bischofskonferenz dazu gedrängt worden, wenngleich sein Ortsbischof Gebhard Fürst ihn als Fachmann und Mensch nach wie vor sehr schätzte und in den Tätigkeiten beim SWR beließ.
Broch ist Mitglied der Europäischen Akademie der Wissenschaften und Künste und der Gesellschaft Katholischer Publizistinnen und Publizisten Deutschlands. Er lebte im Haigerlocher Stadtteil Bad Imnau im Zollernalbkreis, seither in Mössingen-Bad Sebastiansweiler.

## Veröffentlichungen (Auswahl)
- Von Auferstehung bis Zweifel. Den Glauben neu sagen. Schwabenverlag, Ostfildern 2001, ISBN 3-7966-1029-3.
- Jesus: Mit dem Herzen denken und glauben. Katholisches Bibelwerk, Stuttgart 2013, ISBN 978-3-460-27173-9.
- Unergründlich nahe: Spurensuche nach Gott. Patmos-Verlag, Ostfildern 2013, ISBN 978-3-8436-0324-9.
- Der zweite Tod Jesu. Verschüttet unter 2000 Jahren Kirchengeschichte (= KirchenZukunftkonkret, Bd. 17). LIT, Berlin/Münster 2022, ISBN 978-3-643-15092-9.